# Pelikanmannen
Pelikanmannen (finska: Pelikaanimies) är en finsk barnfilm från 2004 med regi och manus av Liisa Helminen. Filmen baseras på Leena Krohns roman I människokläder: en stadsberättelse från 1989. Den lockade totalt 100 121 tittare 2004 och 2005. Pelikanmannen vann en Jussistatyett för ljuddesign och iscensättning. Den har även vunnit pris på Chicago International Children's Film Festival.
Filmen hade premiär i Finland den 17 december 2004 och i Sverige den 25 februari 2005.

## Handling
Emils föräldrar skiljer sig och Emil flyttar till stan med sin mamma. Bredvid Emils nya hem bor herr Lintu. I staden är herr Lintu en vanlig människa med i kostym, men egentligen är herr Lintu är en riktig fågel, en pelikan. Emil blir vän med herr Lintu. Senare träffar Emil även en tjej som heter Elsa.

## Rollista
- Kari Ketonen – herr Lintu (Pelikanmannen)
- Roni Haarakangas – Emil
- Inka Nuorgam – Elsa
- Jonna Järnefelt – portvakt
- Liisa Mustonen – Emils mamma
- Tommi Raitolehto – Emilis pappa
- Anu Viheriäranta – ballerinan Helena
- Ismo Kallio – vaktmästare
- Heikki Kinnunen – brevbärare
- Jussi Lampi – förvaltare
- Kristiina Elstelä – lotteriförsäljare
- Seppo Pääkkönen – vakt på djurparken
- Antti Pääkkönen – vakt på djurparken
- Anu Komsi – diva
- Björn Andresen – pianist
- Jorma Uotinen – von Rothbart
- Juha Varjus – vakt på djurparken
- Emma Grönqvist – balettlärare
- Katariina Lohiniva – caféchef
- Emma Lillqvist – flicka
- Kiureli Sammallahti – dragspelare
- Carl-Johan Häggman – trummis
- Leif Segerstam – dirigent

### Svenska röster
- Leif Andrée – Pelikanmannen
- Axel Skogberg – Emil
- Emilia Pudeck – Elsa
- Lena Carlsson – Emils mamma
- Anders Beckman – Emils pappa
- Eva Bysing – lottförsäljaren
- Anki Larsson – portvakten
- Claes Ljungmark – brevbäraren
- Leif Westerlund – vaktmästaren
- Övriga roller – Tanja Svedjeström, Eliot Guzman Barve, Vanja Bolme, Maria Bolme
- Regi – Maria Bolme
- Produktion – Per Janérus
- Ljudtekniker – Leif Westerlund, Linda Forsén
- Svensk dubbning producerades av CinePost Studios[5][6]

## Produktion
Filmens regissör och manusförfattare Liisa Helminen började planera ett manus till filmen redan 2001 och på våren nästa år började ett filminspelningsteam väljas ut.
I början av 2003 var manuset färdigt och den 9 juni 2003 inleddes filminspelningen på Torkelsbacken i Berghäll, Helsingfors och pågick i 47 dagar. På Högholmen i Helsingfors i november samma år togs de sista bilderna till filmen.